# パワーワイド
『パワーワイド』（Power Wide）は、1995年4月3日 - 1996年3月29日にテレビ朝日系列で放送されていたワイドショー番組。

## 概要
かつての『こんにちは2時』の枠である平日の14時台に放送。芸能リポーターの東海林のり子がメインキャスターに起用された（アシスタントは寺崎貴司アナウンサー）。また『こんにちは2時』同様にローカルセールス枠だったため、静岡朝日テレビ・名古屋テレビ放送（メ～テレ）・朝日放送・広島ホームテレビ・瀬戸内海放送といった一部の系列局では放送されなかった（これらの放送局は『土曜ワイド劇場』再放送や連続ドラマ再放送を放送していた。静岡朝日テレビ・名古屋テレビ・広島ホームテレビ・瀬戸内海放送は『こんにちは2時』をネットしていたが途中で打ち切っている）。
- ただし、朝日放送と名古屋テレビ放送はオウム真理教関連特番として一度だけ、瀬戸内海放送は貴ノ花（現・貴乃花親方）結婚式前後にネットしたことがある。ちなみに、朝日放送はすでにこの時間のワイドショーの制作を打ち切っていた。

他局が14 - 15時台に跨った2時間枠で放送される中、当番組は15時台への放送時間拡大は行わず14時台のみの放送であった。但しオウム報道が過熱化する1995年5月頃は数回放送時間を拡大し15時45分まで放送していた（この場合夕方のニュース番組『ステーションEYE』も17時スタートとなっていたので、15 - 16時台の2時間サスペンス再放送は休止していた）
北海道テレビ放送は当初、ローカル番組『解決5000番』を放送していたが、1995年8月31日で打ち切ったため、同年9月1日放送分からネット開始、最終回まで放送された。
1996年春の改編で2時間枠の昼枠ワイドショーとして、後継番組『ワイド!スクランブル』がスタートし、吸収される形で終了。
その後アシスタントとしてレギュラー出演していた寺崎は2009年10月から2014年3月まで『ワイド!スクランブル』のメインキャスターを担当した。

## 放映ネット局
全て同時ネットで放送。
- テレビ朝日（制作局）
- 北海道テレビ放送（自社制作番組『解決5000番』打ち切り後の1995年9月1日から）
- 青森朝日放送
- 東日本放送[1]（1995年9月29日打ち切り[2]）
- 秋田朝日放送
- 山形テレビ
- 福島放送
- 新潟テレビ21[3]
- 長野朝日放送
- 北陸朝日放送[3]
- 山口朝日放送
- 愛媛朝日テレビ（開局と同時に1995年4月3日から開始）
- 九州朝日放送
- 長崎文化放送
- 熊本朝日放送
- 大分朝日放送
- 鹿児島放送
- 琉球朝日放送（サービス放送期間中の1995年9月25日から[4]）